# سی‌سی‌جی‌اس بردبری
سی‌سی‌جی‌اس بردبری (به انگلیسی: CCGS Bradbury) یک کشتی است که طول آن ۱۵۸ فوت (۴۸ متر) می‌باشد. این کشتی در سال ۱۹۱۵ ساخته شد.